# Harald Starzengruber
Harald Starzengruber (* 11. April 1981 in Salzburg) ist ein österreichischer Radrennfahrer. Er ist Polizeibeamter.

## Leben
Nachdem Harald Starzengruber 2004 Stagiaire beim Radsportteam Quickstep-Davitamon war, fuhr er in den Jahren 2006 für die österreichischen Mannschaften Elk Haus-Simplon und bis 2014 das Radteam Tirol. Während seiner Karriere wurde er viermal österreichischer Staatsmeister: 1998 im Juniorenmeister im Cross, 2000 im Straßenrennen der U23, 2003 im Cross der U23 und 2010 im Straßenrennen der Elite.

## Erfolge
1998
- Österreichischer Staatsmeister – Cross (Junioren)

2000
- Österreichischer Staatsmeister – Straßenrennen (U23)

2003
- Österreichischer Staatsmeister – Cross (U23)

2010
- Österreichischer Staatsmeister – Straßenrennen

## Teams
- 2004 Quickstep-Davitamon (Stagiaire)
- 2006 Elk Haus-Simplon
- 2007 Elk Haus-Simplon
- 2008 Elk Haus-Simplon
- 2009 Elk Haus
- 2010 Union Raiffeisen Radteam Tirol
- 2011 Union Raiffeisen Radteam Tirol
- 2012 Union Raiffeisen Radteam Tirol
- 2013 Union Raiffeisen Radteam Tirol
- 2014 Union Raiffeisen Radteam Tirol